# Louis Marsé
Louis Marsé  was een Nederlands voetballer. De rechtsback speelde tussen 1912 en 1923 voor Willem II.

## Voetballoopbaan
Marse was basisspeler toen Willem II in 1915/16 voor het eerst in de historie landskampioen voetbal werd. Na zijn voetballoopbaan werd Marse handelaar.